# Surf ski

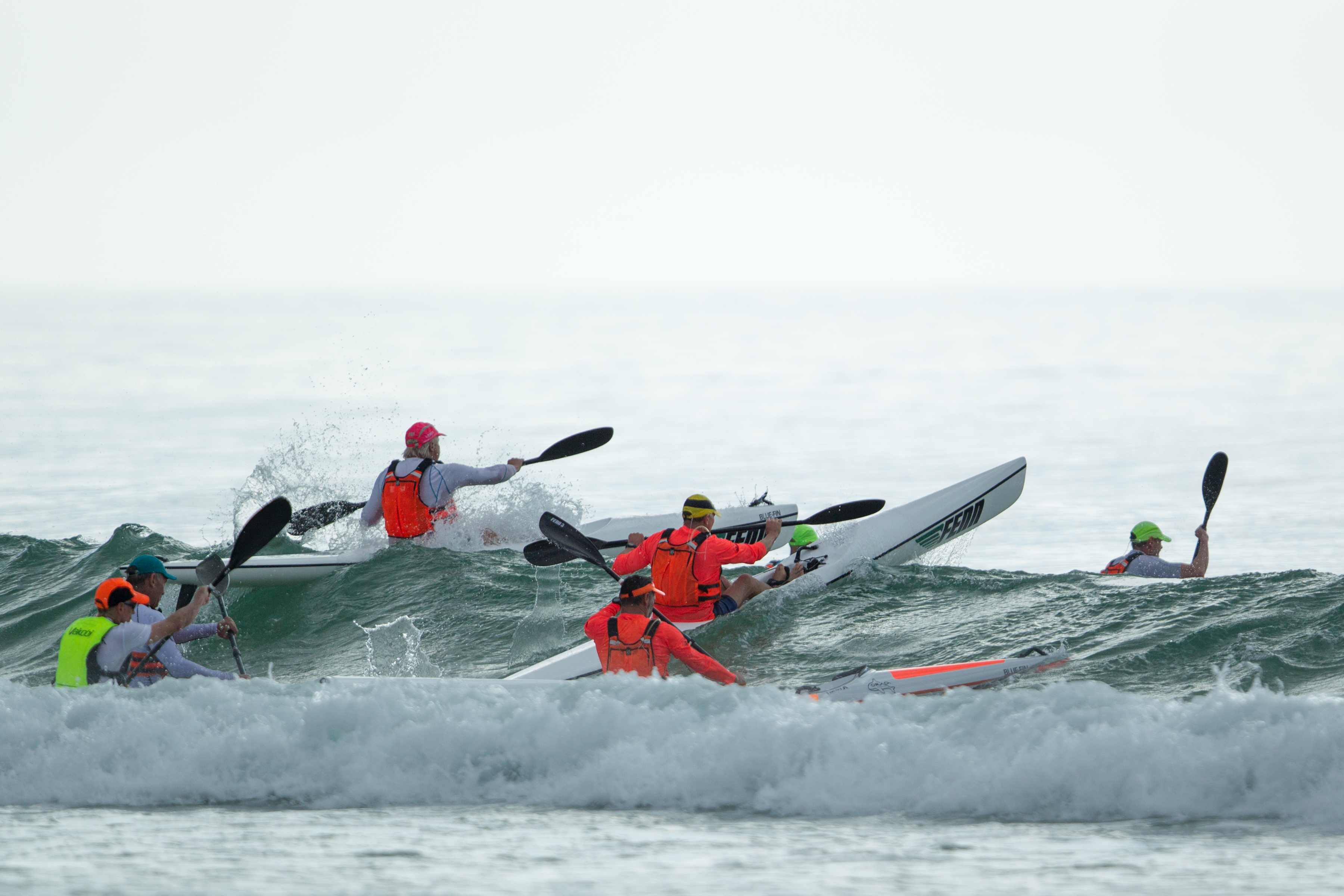
Um grupo de praticantes de surfski

Um surfski (ou: "surf ski", "surf-ski") é um tipo de caiaque do género de caiaques de remo. Geralmente é o mais longo de todos os caiaques. Os caiaques de surf ski são especialmente concebidos para velocidade em águas abertas, em particular no oceano, embora seja também adequado para uso em água doce e para remo recreativo.
A prática mais comum de surf ski é em competições de salva-vidas e remo contra o vento.
Devido às capacidades únicas do surf ski em águas abertas, à sua velocidade e versatilidade, e à agilidade física necessária para remar, o surfski tem-se tornado num passatempo popular para entusiastas de desportos aquáticos que pretendem combinar elementos de aventura, exercício físico e competição numa única disciplina.
Os surfski tem uma cabine aberta. Este estilo de caiaque contrasta com as cabines fechadas de outros géneros de caiaque que requerem uma capa contra respingos ou um deck com escoamento, como os caiaques olímpicos de velocidade "spring kayak", caiaques "white-water" ou slalom, ou caiaques de turismo. Muitos modelos de surfski usam um autodrenante para escoar a água da cabine. A cabine aberta quer dizer que o surfski é fácil de remontar em caso de cair à água. Como a própria construção é oca e fechada, isto faz com que o caiaque flutue mais facilmente e  que o casco nunca encha de água.
Os surf skis são direcionados por pedais controlados com os pés, conectados a um leme de popa. O seu design e sistema de direcionamento tornam possível remar em ondas de vento no oceano e em águas abertas noutros tipos de recursos hídricos.
A versão moderna do surf ski surgiu do movimento de surf salva-vidas como uma forma de chegar rapidamente a nadadores em perigo. À medida que o desporto de salvamento começou a desenvolver-se, a prática de surfski tornou-se um dos critérios de ser um salva-vidas competente e em forma. O surf ski é também incorporado nas séries de competições de salvamento, e é uma disciplina bem estabelecida na prática de salvamento de vidas.
Na década de 1950, os salva-vidas começaram a organizar corridas de surf ski de longa distância. Nestas corridas participavam apenas salva-vidas qualificados. Mais tarde, na década de 1970, as primeiras corridas de surfski "abertas" começaram a aparecer, particularmente o "Molokai Challenge" no Havaí. Em meados da década de 1990, o desporto começou a ser mais amplamente praticado fora do contexto de salvamento, com a primeira série de corridas não afiliadas sendo organizada na Cidade do Cabo, África do Sul, por Billy Harker. Pela mesma altura, uma série de corridas não filiadas foi organizada em Sydney, Austrália, por Dean Gardiner.
Em 2004, a primeira Copa do Mundo da ICF (Federação Internacional de Canoagem) realizou-se na Cidade do Cabo.
Mais tarde, em 2006 foi realizada a primeira World Surfski Series.
Em 2013, quase uma década após a primeira Copa do Mundo da ICF, a Federação Internacional de Canoagem organizou o Campeonato Mundial inaugural na Vila do Conde, Porto, Portugal.

## Características
Existem dois tipos de surfskis: o ski spec e o ski de oceano. O ski spec é a embarcação tradicional usada pelos clubes de salva-vidas e respeita rigorosamente certos tamanhos e pesos . O ski de oceano, por outro lado, é normalmente uma embarcação mais longa, com um cockpit mais profundo. O ski spec é construído de forma mais sólida e com mais balanço para manobrar dentro e fora da zona de ondas. O ski de oceano é construido para remar longas distâncias no oceano e no geral é remado a favor do vento, acompanhando as ondas. Geralmente medindo 5-6 metros (16½-21 pés) de comprimento e apenas 40–50 centímetros (16-20 polegadas) de largura, os surfskis são extremamente rápidos quando remados em águas calmas e são as embarcações mais rápidas disponíveis para longas distâncias em ondas marítimas. Apesar de navegarem bem, são menos manobráveis e têm menos estabilidade transversal primária (e às vezes menos secundária) do que embarcações mais curtas e largas. Apesar da sua instabilidade típica, um surfski (com um remador experiente) é uma embarcação muito eficaz para remar em ondas maiores. O facto de ser estreito e o seu comprimento tornam os surfskis eficazes a cortar ou atravessar grandes ondas quebradas. São utilizados remos de lâmina dupla, geralmente com lâminas de asa altamente contornadas para maior eficiência.
Um surfski não deve ser confundido com um waveski. Estes são mais parecidos com uma prancha de surf e são usados também principalmente em práticas de surf. No geral, tem menos de 3 metros (10 pés) de comprimento, com um fundo largo e plano e com uma a três quilhas fixas ou barbatanas.

## Uso atual
Os surfskis são usados no mundo inteiro para salvamento de vidas, surf de ondas e para treino e competição em águas calmas ou no oceano (downwind). São mais populares em regiões costeiras  quentes, onde o desporte originou, como a Austrália, África do Sul, Nova Zelândia e Havaí. No entanto, a versatilidade do surfski como disciplina de caiaque, tornou-o uma escolha popular entre remadores do mundo inteiro, especialmente em regiões nórdicas, Europa Ocidental, noroeste do Pacífico e costa leste dos EUA.
Muitas pessoas gostam de remar surfskis como um desporto aquático ao ar livre pelo que este oferece em termos de exercício físico, competição e aventura. Os surfistas praticantes de ski remam regularmente, com alta intensidade. Muitos praticantes participam em corridas.

## Construção e design
Alguns surfskis menos caros e mais pesados são feitos de polietileno. Estes barcos de plástico podem absorver muito mais impacto e ser mais práticos para remar em rios, em quebras na costa ou remar em águas de pouca profundidade onde outros barcos correm o risco de tocar no fundo. Surfskis mais leves são feitos de camadas compostas de tecido aglomerado com resina epóxi ou poliéster: fibra de vidro, kevlar, fibra de carbono ou uma mistura destes. Para reduzir o peso, o número de camadas do material e a quantidade de resina é minimizada para apenas guarantir a integridade estrutural ou aumentada para oferecer maior resistência e durabilidade em ondulação mais forte.
Os primeiros surfskis eram construídos da mesma forma que as primeiras pranchas de surf, sendo laminados de madeira leve e, por vezes, cobertos em tecido. Na década de 1960, as primeiras pranchas de surf e surf skis de espuma eram esculpidos num único bloco de espuma de poliestireno expandido, reforçadas com madeira e cobertos com uma camada de fibra de vidro . À medida que a procura por surfskis aumentou na década de 1970, este método de produção tornou-se demasiado caro e moldes foram feitos a partir dos surfskis de maior sucesso para que as embarcações moldadas pudessem ser feitas de fibra de vidro de forma mais económica. Durante esta altura, houve uma divergência no design dos skis, um tipo passou a ser conhecido como surfski de especialização para salva-vidas (spec ski) e o outro como surfski de longa distância ou de oceano.
Os surfskis de oceano diferem dos skis spec devido a serem mais longos, terem proas pontiagudas e lemes na popa. A parte frontal do surfski moderno do tipo salva-vidas é geralmente alargada para evitar a imersão do ski ao retornar à costa a surfar em ondas grandes e íngremes. Os surfskis de oceano também tendem a ser mais longos, ter maior curvatura longitudinal (rocker), menos estabilidade transversal primária e secundária, mas mais estabilidade longitudinal que os caiaques de longa distância. Um surfski de oceano deve ter volume suficiente na proa para flutuar mesmo ao atravessar as ondas, uma linha de água longa para aproveitar as vagas, um formato fino e estreito para reduzir a resistência à água, bem como estabilidade suficiente para tornar viável a remada em condições adversas.

## História

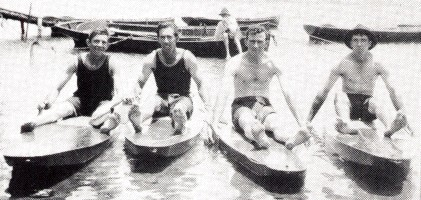
Harry McLaren, o primeiro fabricante de surfskis, o segundo da esquerda, com Ray Dick, Herb Reckless e Bert McLaren, da esquerda para a direita. 1919 no Rio Hastings, Port Macquarie

Harry McLaren e o seu irmão Jack utilizaram uma versão inicial do surfski em 1912 nos bancos de ostras da família no Lago Innes para fazer surf nas ondas das praias de Port Macquarie, Nova Gales do Sul. A prancha era movida numa posição sentada com duas pequenas pás manuais, não sendo o método mais eficiente. O convés era plano, com uma tampa na parte traseira e um anel na frente com uma guia, necessária originalmente para atracar. A flutuabilidade da prancha indica uma construção oca, com finas tábuas de cedro fixadas longitudinalmente na prancha.
Mais tarde, os surfskis foram usados por salva-vidas para resgatar nadadores a afogar-se. Até a década de 1960, os barcos de surf — barcos leves a remo com uma tripulação de cinco pessoas — eram responsáveis pelo trabalho de resgate dentro e atrás da linha de surfe. Esses barcos eram caros e exigiam muita habilidade para serem usados com eficácia. Pouco tempo depois, os salva-vidas perceberam que um surfski duplo podia fazer quase tudo que um barco de surf fazia, e em 1946 a importância dos surfskis foi notada pelas associações de salva-vidas e estes passaram a ser incluídos em competições e campeonatos de salva-vidas. Era também possível levantar-se nos surfskis surfá-los de volta à praia caso necessário. Esses primeiros surfskis eram muito largos e tem pouca semelhança com os seus equivalentes mais modernos. Com o tempo, estes começaram a ser produzidos mais estreitos para maximizar a velocidade.
Na Grã-Bretanha, na década de 1980, haviam também barcos curtos chamados "surfskis", que se desenvolveram a partir de caiaques de surf e eram produzidos por Frank Goodwin da Valley Canoe Products e UK surfskis no sul do País de Gales. Estes faziam então parte de uma disciplina de canoagem de surf administrada pela União Britânica de Canoagem (UBC). Mais tarde, no final da década de 1980, os remadores que surfavam com estes skis mais curtos separaram-se da UBC para formar a British Wave Ski Assn.
Em 1984, o waveski surf estabeleceu-se como uma variante do surfski com a formação da World Waveski Surfing Association.
Na série Magnum, PI, o personagem Thomas Magnum era frequentemente visto num surfski.

### Competição

#### Surf salva-vidas
O surf ski é utilizado em competições de salvamento no mundo inteiro, incluindo na Austrália, Canadá, Nova Zelândia, África do Sul, Estados Unidos e na Europa. Desde a sua introdução, as corridas de surf ski são organizadas pela Federação Internacional de Salvamento (ILS). A corrida standard de surfski do ILS tem perto de 700 m, começando na água, passando por uma série de bóias e retornando à praia. Os eventos incluem:
- Surfski
- Corrida de surf
- Prancha de remo
- Revezamento de ski
- Revezamento Taplin
- Oceanman (novo nome desde o ILS Rulebook 2007, na história é Ironman)

#### Corrida em mar aberto

##### Apenas salva-vidas
Em pouco tempo, os salva-vidas começaram a navegar mais longe da costa sendo que os novos surfskis eram extremamente navegáveis, e as corridas surfski de oceano começaram a surgir. A primeira corrida independente de surfski realizou-se em 1958 em Durban, África do Sul, conhecida como Pirates-Umhlanga-Pirates, sendo 20 km ida e volta. Esta corrida continua a ser realizada até hoje. A segunda corrida mais antiga realizou-se no mesmo ano, quando os salva-vidas navegaram de Scottburgh para Brighton, na África do Sul, numa corrida de 46 km realizada pela primeira vez em 1958.
Outras corridas independentes de surfski de longa distância incluem:
- De Port Elizabeth a East London na África do Sul, um evento de 240 km realizado a cada dois anos desde 1972;
- O Desafio do Cabo da Boa Esperança,[5] uma corrida de 52 km ao redor do Cabo da Boa Esperança;
- O Desafio de Surf Boca-A-Boca - de Richards Bay a Mtunzini desde 1994, 40km.

Para ser apurado para competir nestes eventos, era preciso ser um salva-vidas qualificado e ativo, realizar tarefas voluntárias e competir por um Clube de Salvamento.

##### Independente e aberto a todos
A primeira corrida independente de surfski em mar aberto, onde as inscrições eram abertas a qualquer pessoa e não apenas a salva-vidas qualificados, foi a corrida Molokai do Havaí, uma corrida de 60 km realizada pela primeira vez em 1976. Por esta razão, o Molokai também é considerado o Campeonato Mundial não oficial de corrida de ski de oceano.
Na década de 1990, o desporto começou a ser mais amplamente adotado fora do surf salva-vidas. A primeira série de corridas não-afiliadas foi então organizada na Cidade do Cabo por Billy Harker. Ao mesmo tempo, uma série de corridas não-filiadas foi organizada em Sydney, Austrália, por Dean Gardiner.
Atualmente, são organizadas corridas e eventos de surfski no mundo inteiro.

## Destinos populares de surfski
Recentemente, tem havido um aumento nas corridas de surfski de oceano nos Estados Unidos continentais, Austrália, Nova Zelândia e outros países do Pacífico.
Além das corridas de oceano, os surfskis estão a tornar-se cada vez mais populares como uma embarcação de corrida versátil para corridas de classe aberta que acontecem em baías, lagos e rios abrigados. Uma vantagem do surfski em comparação com o caiaque tradicional é que, se as condições levarem o remador cair na água, uma "entrada molhada" é possível, bastando subir novamente no barco e continuar a remar sem ter que esvaziar a água do barco. Um dos locais mais populares no interior para praticar surfski, oferecendo ondas surfáveis semelhantes às do oceano, é o Rio Columbia, na zona perto do Rio Hood, que também é extremamente popular para a prática de outros desportos aquáticos.
Fish Hoek, África do Sul. Um dos destinos de surf ski mais populares do mundo é Fish Hoek, na África do Sul. Todos os anos, centenas de praticantes viajam tanto internacionalmente como localmente para navegar nesta zona. É um destino que oferece condições ideais para todos os níveis de praticantes de surf ski durante grande parte do ano. Localmente, existe uma grande comunidade de praticantes de surf ski que viajam da Cidade do Cabo para navegar na baía de Fish Hoek em várias das inúmeras rotas oferecidas. A rota mais popular é a Millers Run a favor do vento. Fish Hoek é o ponto de chegada (com vento está sudeste) ou o ponto de partida (com vento está noroeste) do que se tornou a rota downwind mais famosa e versátil do mundo, um trecho de 12 km que se estende desde Millers Point em Simonstown até à praia de Fish Hoek.

## Concorrentes notáveis
- Oscar Chalupsky
- Concede Kenny
- Clint Robinson
- Dawid Mocke
- Michele Eray
- Greg Barton
- Hank McGregor (em castelhano)